# Tirana (singolo)
Tirana è un singolo del collettivo musicale italiano 167 Gang, in collaborazione con il rapper italiano Tony Effe, pubblicato il 17 novembre 2021.

## Descrizione
Il brano, scritto dallo stesso Tony Effe con Maicol Traetta e Mattia Oliverio, è prodotto da Luca Pace, in arte The Night Skinny.

## Video musicale
Il video musicale, diretto da Peter Marvu, è stato pubblicato in concomitanza all'uscita del brano attraverso il canale YouTube del collettivo musicale.

## Tracce
Testi di Nicolò Rapisarda, Maicol Traetta e Mattia Oliverio, musiche di Nicolò Rapisarda, Luca Pace, Maicol Traetta e Mattia Oliverio.
1. Tirana – 2:18